# Kamareh-ye Soflá
Kamareh-ye Soflá (persiska: کمره سفلی) är en ort i Iran.   Den ligger i provinsen Kermanshah, i den västra delen av landet, 500 km väster om huvudstaden Teheran. Kamareh-ye Soflá ligger 1 365 meter över havet och antalet invånare är 584.
Terrängen runt Kamareh-ye Soflá är kuperad österut, men västerut är den platt. Runt Kamareh-ye Soflá är det ganska tätbefolkat, med 60 invånare per kvadratkilometer. Närmaste större samhälle är Ḩomeyl, 11,6 km söder om Kamareh-ye Soflá. Omgivningarna runt Kamareh-ye Soflá är i huvudsak ett öppet busklandskap.